# Horní zvonice (Benešov)

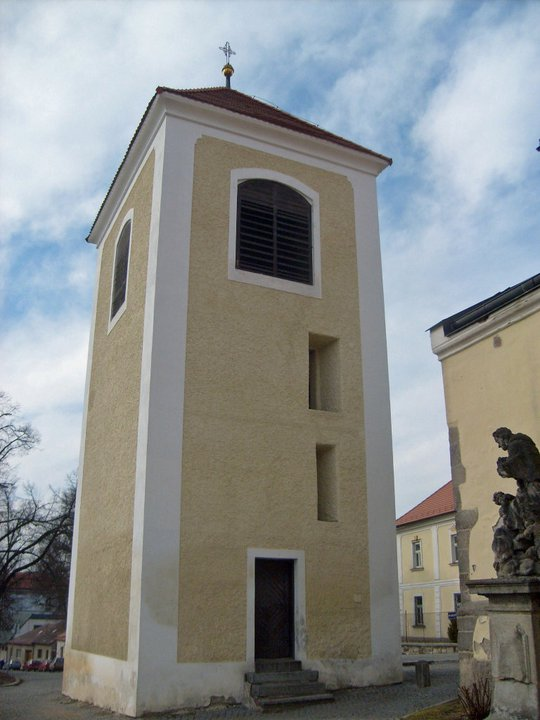
Benešov - Horní zvonice

Horní zvonice je samostatná věž nacházející se v historické části  středočeského města Benešova v ulici Na Karlově, která navazuje na Masarykovo náměstí v centru města. Druhá podobná věž se nazývá Dolní zvonice a stojí na stejné ulici západně od ní.

## Věž
Horní zvonice je samostatná věž stojící v horní části ulice Na Karlově před vchodem do Kostela svatého Mikuláše. Ve zdivu věže je částečně zachována jedna z původních věží chrámu svatého Mikuláše. Věž nynější podoby nabyla po opravě v roce 1828, kdy byla opatřena hodinami.

## Zvony
Ve věži jsou 4 zvony.

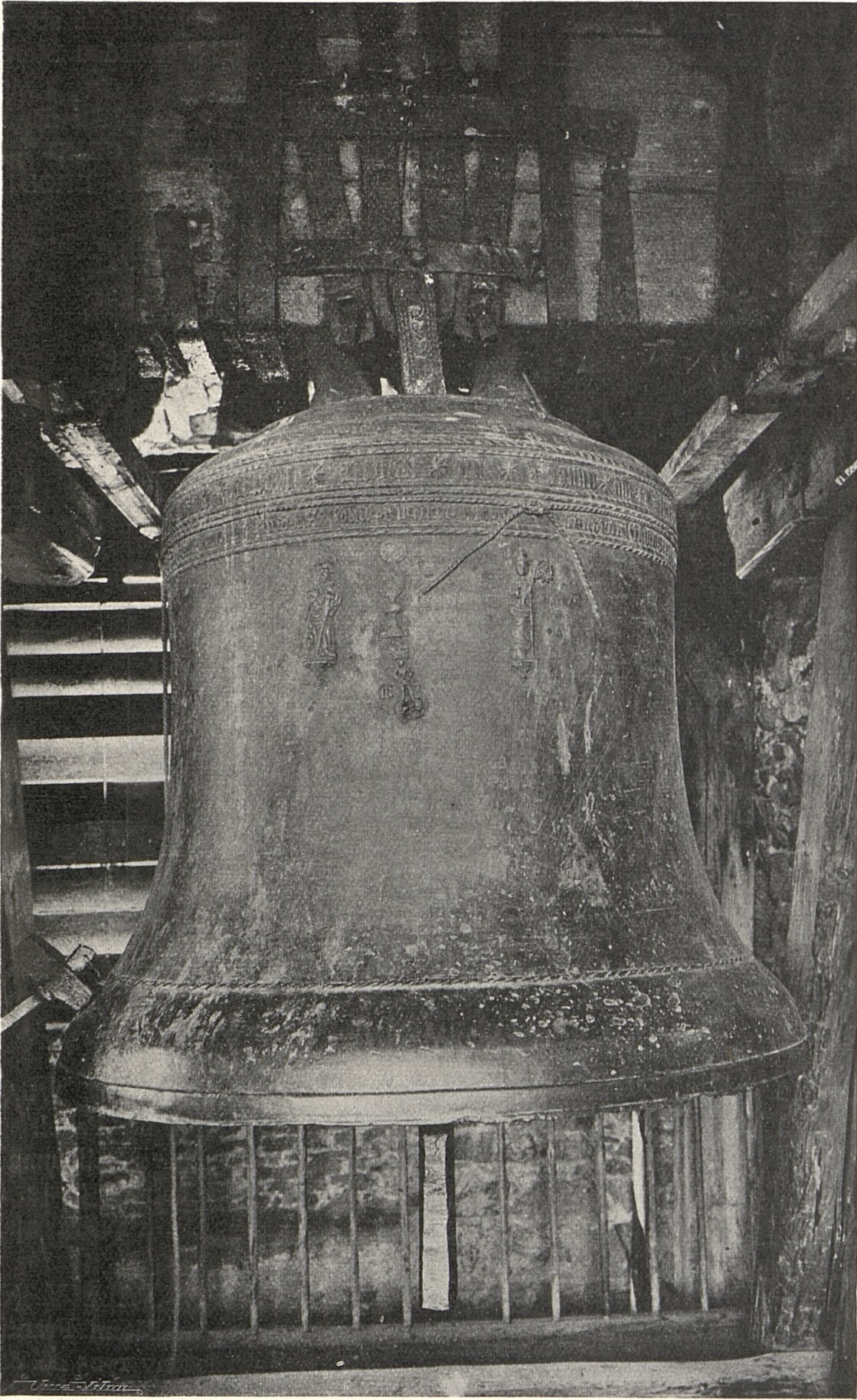
Zvon z roku 1483

Největší zvon je z roku 1483 s reliéfem biskupa, svatého Pavla, postavou rytíře a dále je zde vyobrazený kalich s hostií a městský znak.

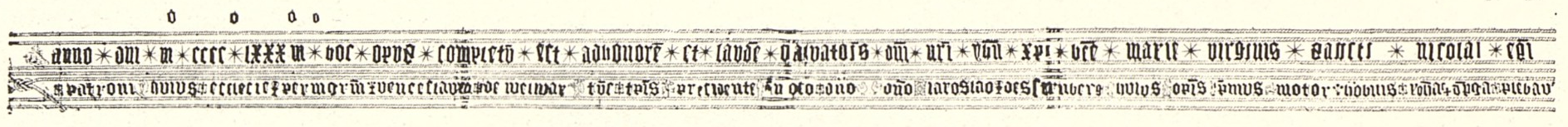
Faksimile nápisu na zvonu z roku 1483

Druhý zvon pochází z roku 1437 a na plášti má vyobrazen nápis a postavu biskupa a apoštola sv. Judy.

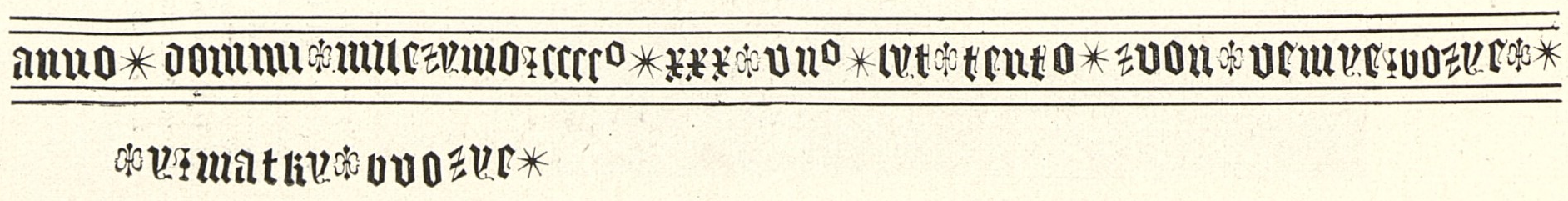
Faksimile nápisu na zvonu z roku 1437

Další zvon pocházející z roku 1593 byl zhotovený nákladem benešovské obce a z přelomu 15. a 16. století je zde také zvon umíráček.
Původně zde umístěný zvon Salvator z roku 1603 se nyní nachází v předsíni Kostela svatého Mikuláše.
Zvonice není běžně veřejnosti přístupná.